# Joinville-le-Pont
Joinville-le-Pont  [žoanvil l'pon] je francouzské město v departmentu Val-de-Marne v regionu Île-de-France.

## Poloha
Ze severu hraničí s městem Nogent-sur-Marne, na východě sousedí s městem Champigny-sur-Marne, na jihovýchodě s městem Saint-Maur-des-Fossés, na jihu s městem Maisons-Alfort, na jihozápadě se Saint-Maurice a na západě s Paříží, kde hranici tvoří Vincenneský lesík.

## Historie
Joinville byl původně součástí města Saint-Maur-des-Fossés. Biskup Odon de Sully založil v roce 1205 opatství Saint-Maur a u něho vznikl most přes Marnu. Na březích řeky vznikly hostince pro ubytování lodníků i cestujících. Kolem roku 1259 se malá osada nazývala Pont-des-Fosses, později Pont-de-Saint-Maur a ještě později Branche-du-Pont-de-Saint-Maur. Lodníci zde postavili kapli sv. Leonarda.
Dne 25. dubna 1590 budoucí král Jindřich IV. dobyl most. V roce 1649 byl most zničen příznivci Frondy. Stejně tak v roce 1652 vojáci Condého. V roce 1669 osada Branch-du-Pont-de-Saint-Maur měla 132 domů a 430 obyvatel. V roce 1693 byla připojena k farnosti Fontenay-sous-Bois, později k Saint-Maur-des-Fossés.
Za Velké francouzské revoluce se bývalé farnosti změnily v obce. Branche-du-Pont-de-Saint-Maur požadovala samostatnost s odvoláním na existenci kaple sv. Leonarda, kterou získala v roce 1790.
Dne 30. března 1814 se u mostu odehrála bitva, ve které francouzskou armádu porazily pluky Rakušanů, Kozáků a Würtemberčanů. Při bitvě padlo 265 vojáků.
V roce 1831 se název města změnil z dosavadního Branche-du-Pont-de-Saint-Maur na Joinville-le-Pont na počest Františka Ferdinanda Filipa Orleánského, prince de Joinville (1818-1900), třetího syna Ludvíka Filipa. Přidáním "le-Pont" se zabránilo záměně s městem Joinville v departementu Haute-Marne.
Během obléhání Paříže za prusko-francouzské války se zde odehrála bitva mezi francouzskými a německými vojsky, při které vojáci zničili zdejší most. V bitvě padlo 2000 osob.
Město Joinville se v 19. století stalo známé svými zábavními podniky, které se nacházely podél Marny, a které se staly oblíbeným nedělním výletním místem pro Pařížany.
V roce 1921 zde filmová společnost Pathé instalovala svá filmová studia, která zde zůstala až do roku 1987, kdy byly televizní ateliéry uzavřeny a přeloženy do Bry-sur-Marne.
V roce 1929 byl Vincenneský lesík administrativně připojen k městu Paříži a spolu s ním i část území Joinville včetně Hippodromu Vincennes.

## Partnerská města
- Portugalsko – Batalha (2007)
- Německo – Bergisch Gladbach (1960)
- Brazílie – Joinville (2001)
- Spojené království – Runnymede (1960)